# Tiquisio
Tiquisio è un comune della Colombia facente parte del dipartimento di Bolívar.
Il comune venne istituito il 13 dicembre 1994.